# Petr Wu Guošeng
Svatý Petr Wu Guošeng (čínsky: 吳國盛·伯鐸; 1768, Longping – 7. listopadu 1814, Cun-i) byl čínský katolický katecheta a mučedník.

## Život
Narodil se roku 1768 v Longpingu v provincii Cun-i do chudé nekřesťanské rodiny. Od mládí se vyznačovali silným charakterem, smyslem pro spravedlnost a ochranou chudých a utlačovaných.
Tvrdou práci si ušetřil na otevření velkého hostince. Jednoho dne měl dva hosty se jménem Xu a Leng. Tyto dva oddaně katolíky poslal otec Matthew Leo ze S’-čchuanu aby v Longpingu započali misijní dílo. Oba dva si všimli jeho otevřeností, velkorysostí a dalších kladných vlastností. Jednou v noci ho seznámili s myšlenkou stvořitele vesmíru a výmluvné ho vyzvali aby následoval Krista. Nadšený Guošeng souhlasil, zbavil se model v domě a se všemi které potkal hovořil o víře v Krista a snažil se je převést na tuto víru.
Když roku 1795 do Longpingu dorazil otec Matthew a našel zde dobře zavedenou víru, učinil Guošenga vůdcem křesťanů v Longpingu a pokřtil ho se jménem Petr. Vzal ho také sebou do S’-čchuanu, kde jeho pevný charakter posílil svědectvím o životě pravých křesťanů. Uvědomil si své slabosti, činil pokání z minulých selhání a rozhodl se být skutečným Kristovým učedníkem. Roku 1811 bylo v této oblasti nejméně 600 věřících.
Roku 1814 vypuklo násilné pronásledování křesťanů a 3. dubna byl i on vzat do vězení. O útěk se vůbec nepokusil. Během vyšetřování byl vystavěn všem druhům mučení, aby oslabili jeho vůli a vzdal se své víry. Petr mučení nesl statečně. Z vězení napsal dopis své manželce, ve kterém mluvil o Boží lásce ke všem. Zdůraznil marnost života a potřebu pokání aby všichni odešli do nebe. Na konci napsal: „Buďte věrní Pánu, přijměte jeho vůli“.
Pro své spoluvězně byl příkladem vzorného křesťana. Zpíval jim také chvály k Bohu. Jednoho dne ho věznitelé nutili šlápnout na krucifix ale Petr tuto výzvu odmítl. Byl odsouzen k trestu smrti oběšením. Před popravou 7. listopadu 1814 hlasitě prohlásil: „Nebe, nebe, můj pravý domov!“ pak zvedl hlavu a řekl: „Vidím svou nebeskou Matku a mého anděla strážného, jak mě přivádějí domů.“

## Svatořečení
Dne 27. května 1900 byl papežem Lvem XIII. prohlášen na blahoslaveného ve skupině mučedníků Jean-Gabriel-Taurin Dufresse and 49 druhů.
Dne 11. ledna 2000 došlo ke spojení kauz svatořečení dalších čínských mučedníků a 1. října 2000 ho papež Jan Pavel II. prohlásil ve skupině 120 mučedníků za svaté.
Jeho svátek se slaví 7. listopadu a 9. července ve skupině Čínských mučedníků.